# 군건강정책연구소
군건강정책연구소는 1996년 7월에 설립된 이래 군 간호 분야의 다양한 연구수행을 지원하여 군 간호 발전을 선도하고 있다. 이를 위해서 군 간호 이론·실무·교육, 건강증진, 재난간호, 통일 군 간호 및 군 여성건강 분야의 학술적 가치가 있는 연구결과를 확산하고자 학술지를 발간하고 학술대회를 개최하고 있다.

## 학술지 군진간호연구
군진간호연구는 대한민국 군 간호 분야의 유일한 공식 학술지이다. 2019년 KCI(Korea Citation Index)에 등재되었으며, 연 4회(3.30, 6.30, 9.30, 12.30.) 발행된다.